# Vicente André Gomes
Pour les articles homonymes, voir Gomes.
Vicente André Gomes, né le 18 janvier 1952 à Recife (Pernambouc) et mort le 8 mai 2020 dans la même ville, est un médecin et homme politique brésilien.

## Biographie
Diplômé en médecine de la Fondation d'éducation supérieure du Pernambouc (1978), Vicente André Gomes se spécialise en cardiologie à l'Université fédérale du Pernambouc et travaille dans deux hôpitaux de Recife successifs jusqu'en 1982 avant de se consacrer entièrement à la politique.

### Carrière politique
Dirigeant local du PMDB depuis 1970, Vicente André Gomes est élu conseiller municipal (vereador) de Recife (1985-1995), puis député fédéral (1995-1999), cette fois avec le Parti des travailleurs (PDT).
En 2002, il échoue à devenir maire de sa ville de Recife, puis se fait élire à nouveau vereador, poste qu'il occupe jusqu'en 2016 avant de devenir président du conseil municipal. En mars 2020, il rejoint le Parti socialiste brésilien (PSB) en prévision des prochaines élections municipales.

### Mort
Vicente André Gomes succombe au covid-19 après trois mois d'hospitalisation. 